# Lycosa horrida
Lycosa horrida este o specie de păianjeni din genul Lycosa, familia Lycosidae. A fost descrisă pentru prima dată de Keyserling, 1877.
Este endemică în Columbia. Conform Catalogue of Life specia Lycosa horrida nu are subspecii cunoscute.